# Il fantino di Kent
Il fantino di Kent (The Ex-Mrs. Bradford) è un film del 1936 diretto da Stephen Roberts.

## Produzione
Il film fu prodotto dalla RKO Radio Pictures. Le scene delle corse, vennero girate al Santa Anita Park & Racetrack di Arcadia, in California. Le riprese durarono dal 17 febbraio fino al 20 marzo 1936.

## Distribuzione
Distribuito dalla RKO Radio Pictures, il film uscì nelle sale statunitensi il 13 maggio 1936.

### Date di uscita
- USA	13 maggio 1936
- Danimarca	13 agosto 1936
- Australia	7 ottobre 1936
- Finlandia	7 novembre 1937
- Ungheria	4 maggio 1939

Alias
- The Ex-Mrs. Bradford	USA (titolo originale)
- Feleségem, a detektív	Ungheria
- I proin syzygos mou	Grecia
- Il fantino di Kent	Italia
- L'exdona de Bradford	Spagna (titolo in Catalano)
- Rouva Sherlock Holmes 	Finlandia
- Vornehm und gefährlich	Austria
- Vornehm und gefährlich (Die schwarze Spinne)	Austria (titolo completo)